# USS Liberty
La USS Liberty era una nave spia della marina degli Stati Uniti che operava per conto del National Security Agency (NSA) e che divenne famosa per l'attacco che subì l'8 giugno 1967 al largo delle coste di Israele. I compiti principali di questa nave erano lo spionaggio e la guerra elettronica. Ciò nonostante la grande nave assomigliava a un mercantile, dotato di alcune grandi cupole radar e di un alto albero maestro sul quale erano fissate delle antenne per le comunicazioni radio a lungo raggio.

## Storia
Inviata con la portaerei USS Saratoga nel Mar Mediterraneo sotto il comando della Sesta Flotta, la USS Liberty ebbe il compito durante la guerra dei sei giorni di registrare le comunicazioni radio israeliane ed egiziane durante il periodo del conflitto. Nonostante la nave navigasse a sole 14 miglia dalla costa e si trovasse quindi ancora in acque internazionali, la nave operava senza scorta. Il giorno dell'attacco, la nave fu identificata più volte come nave neutrale da velivoli dell'aeronautica israeliana per poi sparire per alcune ore dagli schermi radar, facendo credere alla marina israeliana che avesse preso nuovamente il largo per ricongiungersi con il resto della VI flotta.
Quando riapparve nuovamente dopo sei ore sugli schermi, la nave fu attaccata a più riprese da alcuni Mirage III israeliani e da motosiluranti israeliane. La nave inviò quindi immediatamente un messaggio di SOS alla portaerei Saratoga che fece decollare dodici velivoli per proteggere la nave, ma non appena questi decollarono, il comando supremo della marina ordinò di far rientrare immediatamente i velivoli, lasciando la Liberty in balia degli attacchi. Complessivamente a bordo della Liberty, nelle varie fasi dell'attacco, morirono 34 membri dell'equipaggio mentre 172 vennero feriti.

## L'inchiesta
L'inchiesta aperta in seguito all'accaduto sia da parte statunitense che da parte israeliana rivelò come causa dell'attacco un errore, secondo il quale la nave sarebbe stata scambiata per un mercantile egiziano, fatto che fu però smentito da molti superstiti dell'equipaggio, dal momento che la nave navigava con le insegne della marina militare americana. Si ritiene assai più probabile che la nave avesse captato messaggi israeliani compromettenti e che Israele avesse quindi ritenuto opportuno attaccare la nave affinché i messaggi registrati non potessero essere divulgati.
Nonostante il massiccio attacco subito, la nave non affondò e venne soccorsa alcune decine di ore più tardi da altre navi americane. Rientrata nel suo porto di appartenenza di Norfolk fu sottoposta a un approfondito esame per essere poi mandata in demolizione per il livello dei danni ricevuti, giudicati non riparabili sotto il profilo economico.
Nel 1987 il caso fu definitivamente archiviato con un indennizzo di tredici milioni di dollari per le vittime della Liberty da parte dello Stato di Israele che, in tal modo, riconobbe implicitamente le proprie responsabilità.